# Premio Mundial de Alimentación
El Premio Mundial de Alimentación es un galardón internacional para reconocer los logros de personas que han promovido el desarrollo humano mediante la mejora de la calidad, cantidad y disponibilidad de alimentos en el mundo.

## El premio
Tal premio fue creado en 1986, por el Premio Nobel de la Paz Norman Borlaug, con la ayuda de General Foods, y desde 1990 continúa siendo patrocinado por el empresario y filántropo John Ruan. El galardón reconoce las contribuciones en todos los campos de la provisión de alimentos — ciencia y tecnología en la alimentación y en la agricultura, manufactura, mercadeo, nutrición, economía, alivio de la pobreza, liderazgos políticos y en las ciencias sociales. Así como el reconocimiento de logros personales, Borlaug entendió al Premio como un medio para establecer modelos inspiradores en otros.
Los laureados son honrados y oficialmente galardonados con su premio, en Des Moines, Iowa, EE. UU., en una ceremonia televisada, en el Capitolio de Iowa. Esa Ceremonia coincide con el «Simposio Internacional Norman E. Borlaug», conocido como el "Diálogo Borlaug", que anualmente aborda temas relacionados con la hambruna y la seguridad alimentaria. Los pasados simposios se han enfocado en promesas y desafíos presentados como los biofuels, el doble desafío de la malnutrición y obesidad, depleción hídrica y sus impactos en el desarrollo y estabilidad en el Medio Este, and "La Revolución Verde Redux: ¿podemos replicar el período de mayor reducción única de hambre de toda la historia humana?" 
En 2008, la Fundación World Food Prize aceptó $5 millones contribuidos por la Monsanto para asegurar la continuidad del Simposio Anual World Food Prize International Symposium “Borlaug Dialogue”.

## Premiados
| Año  | Premiado                                                       | País                                      | Logro |
| ---- | -------------------------------------------------------------- | ----------------------------------------- | --- |
| 2014 | Dr. Sanjaya Rajaram                                            | India · México                            | Por desarrollar 480 variedades de trigo resistente a enfermedades y aumentar la producción mundial en 200 millones de toneladas     |
| 2013 | Dr. Mary-Dell Chilton, Dr. Robert Fraley, Dr. Marc Van Montagu | Estados Unidos · Estados Unidos · Bélgica | Ciencia desarrollada de la moderna biotecnología vegetal que sustenta la sostenibilidad mejorada y la seguridad alimentaria mundial |
| 2012 | Dr. Daniel Hillel                                              | Israel                                    | Concepción y la aplicación de micro-irrigación en regiones áridas y de tierras secas                                                |
| 2011 | John Agyekum Kufuor Luiz Inácio Lula da Silva                  | Ghana · Brasil                            | Creación e implementación de políticas gubernamentales para aliviar el hambre y la pobreza en sus países                            |
| 2010 | David Beckmann Jo Luck                                         | Estados Unidos                            | |
| 2009 | Gebisa Ejeta                                                   | Etiopía                                   | |
| 2008 | Bob Dole George McGovern                                       | Estados Unidos                            | |
| 2007 | Philip E. Nelson                                               | Estados Unidos                            | |
| 2006 | Edson Lobato Alysson Paolinelli A. Colin McClung               | Brasil · Brasil · Estados Unidos          | |
| 2005 | Modadugu Vijay Gupta                                           | India                                     | |
| 2004 | Yuan Longping                                                  | China                                     | |
|      | Monty Jones                                                    | Sierra Leona                              | |
| 2003 | Catherine Bertini                                              | Estados Unidos /                          | |
| 2002 | Pedro A. Sánchez                                               | Estados Unidos / · Cuba                   | |
| 2001 | Per Pinstrup-Andersen                                          | Dinamarca                                 | |
| 2000 | Evangelina Villegas, Surinder Vasal                            | México · India                            | Desarrollo de alta calidad de proteínas en maíz (QPM)                                                                               |
| 1999 | Walter Plowright                                               | Reino Unido                               | |
| 1998 | B.R. Barwale                                                   | India                                     | Fundador de la empresa independiente de semillas Mahyco, fortaleciendo el suministro de semilla y su distribución por India.        |
| 1997 | Ray F. Smith, Perry Adkisson                                   | Estados Unidos                            | |
| 1996 | Henry Beachell, Gurdev Khush                                   | Estados Unidos India                      | Desarrollo de variedades "arroz milagroso" que doblaron la producción de arroz en Asia.                                             |
| 1995 | Hans Herren                                                    | Suiza                                     | |
| 1994 | Muhammad Yunus                                                 | Bangladés                                 | |
| 1993 | He Kang                                                        | China                                     | |
| 1992 | Edward Knipling, Raymond Bushland                              | Estados Unidos                            | |
| 1991 | Nevin Scrimshaw                                                | Estados Unidos                            | |
| 1990 | John Niederhauser                                              | Estados Unidos                            | |
| 1989 | Verghese Kurien                                                | India                                     | |
| 1988 | Robert F. Chandler                                             | Estados Unidos                            | |
| 1987 | M.S. Swaminathan                                               | India                                     | |